# Ajas (Sudão do Sul)
Os ajas são um povo nativo do alto rio Sopo, no estado de Bahr al-Ghazal Ocidental, no Sudão do Sul. Segundo o Ethnologue, em 1993 a etnia contava com 200 indivíduos. Os ajas falam a língua aja, que pertence ao tronco linguístico nilo-saariano. Os ajas se consideram pertencentes à etnia kresh, embora estes falem a língua gbaya, que não é inteligível pelos falantes de aja.